# Azanja
Azanja (en serbe cyrillique : Азања) est une localité de Serbie située dans la municipalité de Smederevska Palanka, district de Podunavlje. Au recensement de 2011, elle comptait 3 946 habitants.
Azanja est officiellement classée parmi les villages de Serbie.

## Géographie
Azanja est le village le plus étendu de la municipalité de Smederevska Palanka. Son territoire est traversé par la rivière Trstenica et le ruisseau Ri. Le village se caractérise par un habitat dispersé, avec des maisons groupées autour de la route de Palanka et de Selevac.

## Histoire
Le territoire du village ne conserve aucune trace d'un peuplement au cours de la Préhistoire. En revanche, des vestiges ont été mis au jour remontant aux Celtes et à l'époque romaine. Les données les plus fiables concernant le village remontent à la première moitié du XVIIIe siècle, au moment où la région se trouva sous domination autrichienne entre 1717 et 1739. En 1724, Azinja comptait 9 foyers. En 1895, le village comptait 870 foyers et, en 1910, 1 190, soit 8 900  habitant. En 1927, 1 330 foyers étaient recensés, soit 9 865 habitants. Le 6 juillet 1922, le village obtint le statut de bourg (varošica). L'école primaire du village a été créée en 1864 et, à cette époque, elle comptait 12 élèves ; la coopérative agricole d'Azanja a été créée en 1894.

## Démographie

### Évolution historique de la population
| 1948  | 1953  | 1961  | 1971  | 1981  | 1991  | 2002  | 2011  |
| ----- | ----- | ----- | ----- | ----- | ----- | ----- | ----- |
| 6 537 | 6 866 | 6 540 | 6 031 | 5 695 | 5 365 | 4 713 | 3 946 |

|  |

## Culture

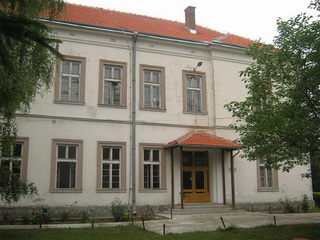
L'école élémentaire d'Azanja

Outre l'école primaire Radomir Lazić, le village d'Azanja possède une troupe de théâtre amateur et une association culturelle appelée Azanja. Depuis 2005, une antenne de la Bibliothèque nationale de Smederevska Palanka a été implantée dans le village. Azanja possède également un club de football, appelé Šumadija.
Chaque été, en août, le village organise une manifestation appelée Dani azanjske pogače, le « Jour du gâteau d'Azanja ». Les participants concourent pour le prix du meilleur gâteau traditionnel ou contemporain. La manifestation s'accompagne de concerts et d'expositions d'artisanat.

## Tourisme
Le territoire du village d'Azanje conserve trois monuments culturels (en serbe : spomenika kulture) : le bâtiment de la coopérative agricole construit en deux étapes entre 1920 et 1927 et classé en 1982, la maison Nikolajević avec la pharmacie, construite en 1928 et 1929 et classée en 1997, et l'église Saint-Côme-et-Saint-Damien, construite en 1884 et 1885 et classée en 2000.

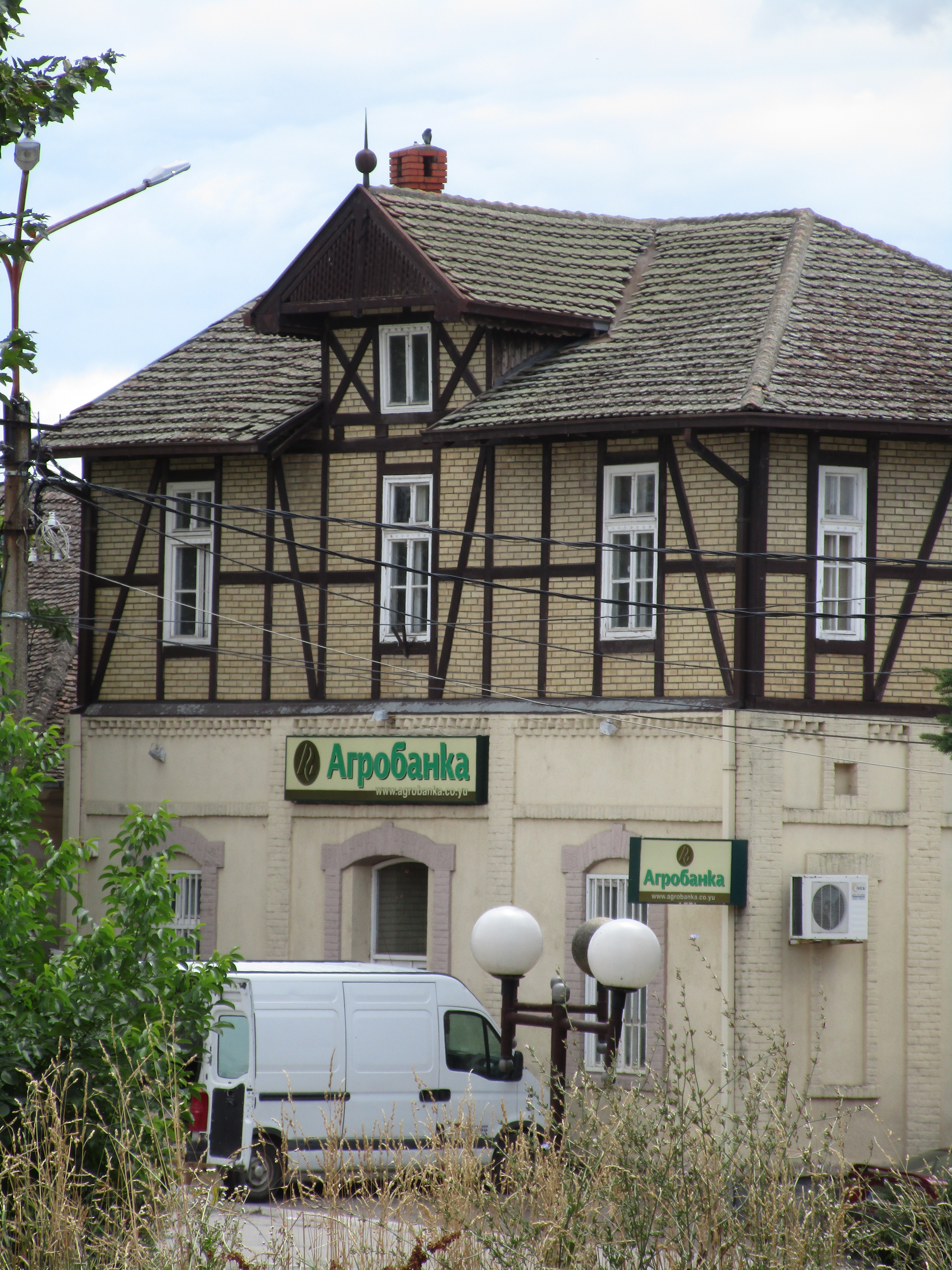
Le bâtiment de la Première coopérative agricole à Azanja.
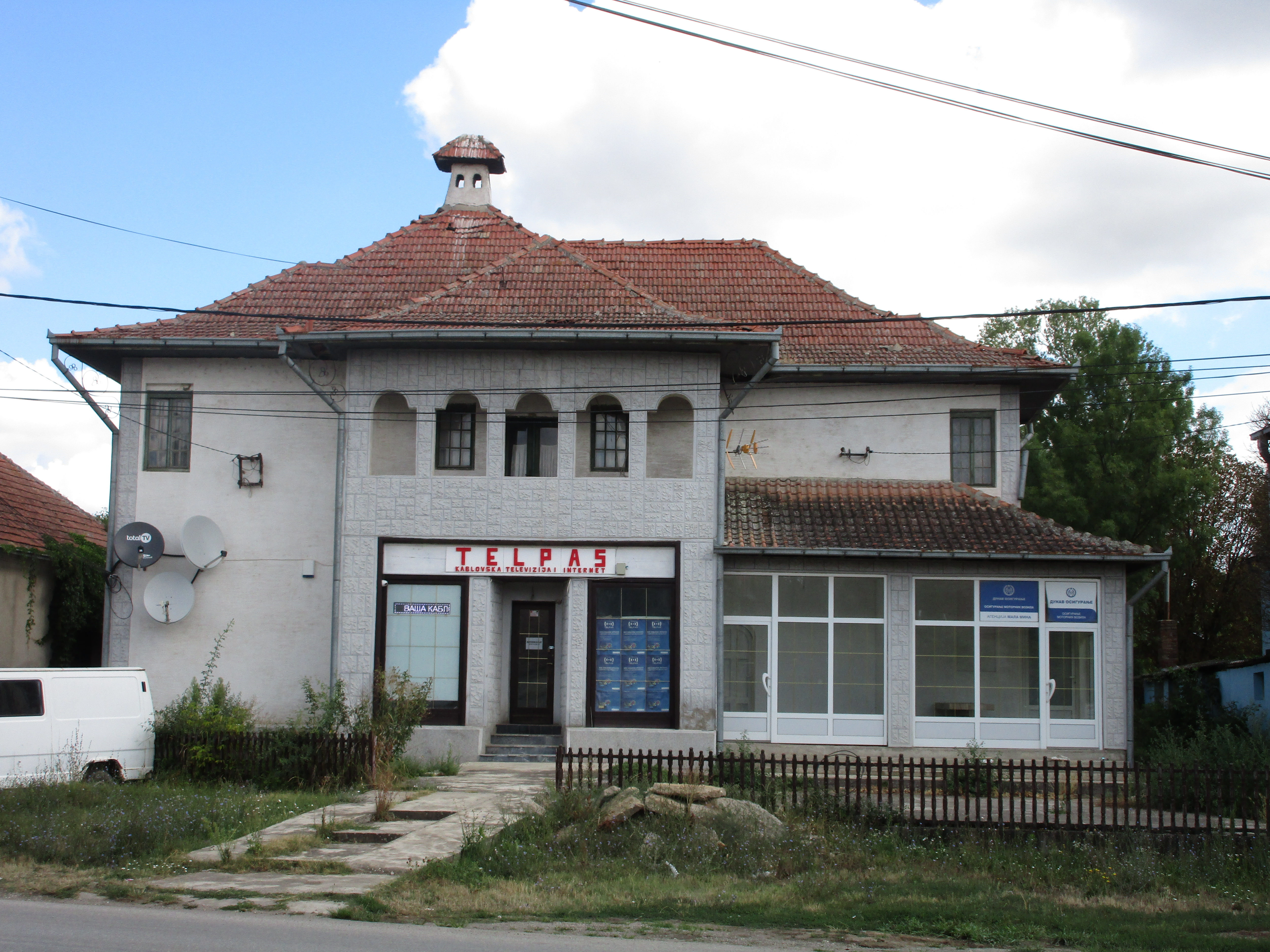
La maison Nikolajević avec la pharmacie à Azanja.
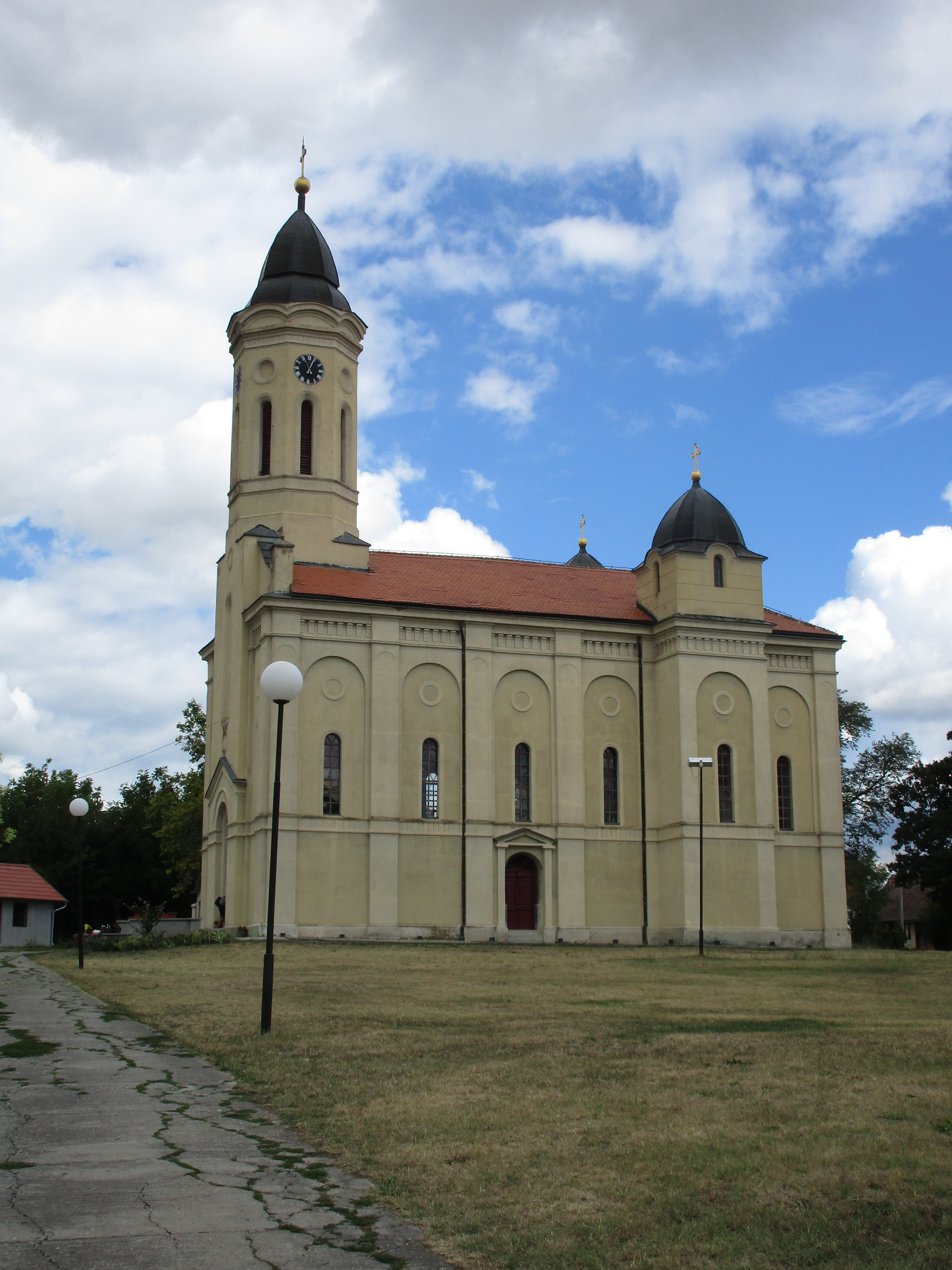
L'église Saint-Côme-et-Saint-Damien d'Azanja.